# ’s-Gravenpolder
’s-Gravenpolder ist ein Dorf in der Gemeinde Borsele, auf der niederländischen Halbinsel Zuid-Beveland der Provinz Zeeland. Der Ort hat 4.690 Einwohner (Stand: 1. Januar 2024) und ist damit das zweitgrößte Dorf der Gemeinde. Zu dem Dorf gehört auch das ehemalige Lehnswesen Zwake.
Dorfmittelpunkt ist die gotische evangelische Martinskirche aus dem 14. Jahrhundert.
Am Dorfrand findet sich die Mühle De Korenhalm (deutsch: der Strohhalm) aus dem Jahre 1876, die immer noch bewirtschaftet wird.
Ein Großteil der Bewohner ist Mitglied der Reformierten Gemeinden.

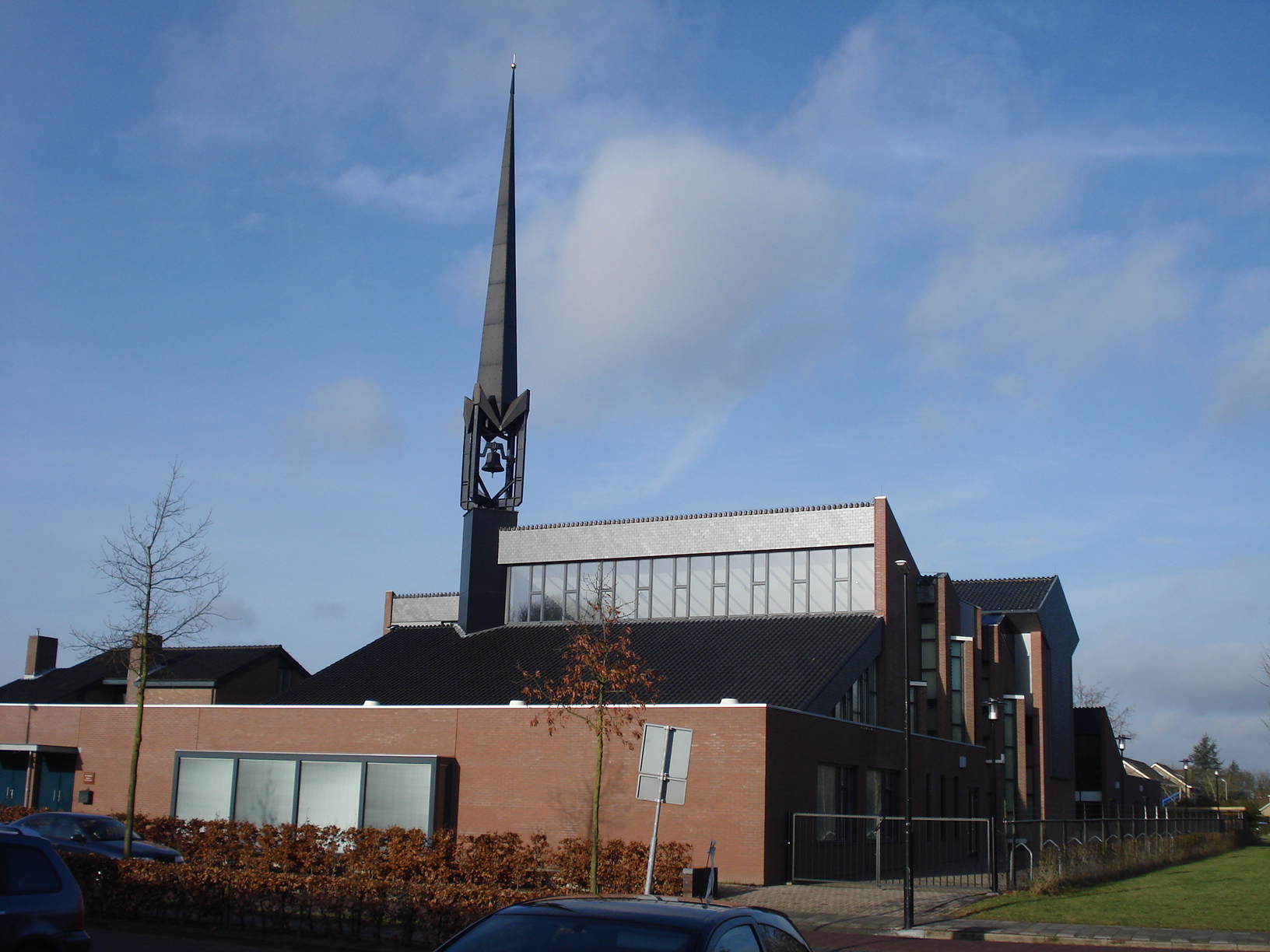
Reformierte Gemeinde ’s-Gravenpolder

## Persönlichkeiten
- Emma Heesters (* 1996), Popsängerin